# Cratere Uaithne
Uaithne  è un cratere sulla superficie di Europa.